# Frédéric Maire
Pour les articles homonymes, voir Maire (homonymie).
Frédéric Maire, né à Neuchâtel le 27 octobre 1961, est un journaliste cinématographique et réalisateur suisse qui fut en particulier directeur du festival de Locarno. Il est directeur de la Cinémathèque suisse de 2009 à 2025.

## Biographie
Né d’une mère italienne et d’un père suisse[réf. souhaitée], Frédéric Maire fait des études secondaires supérieures au gymnase cantonal de Neuchâtel, suivies de l'université.  
Il réalise, dès 1979[réf. souhaitée] divers courts et moyens métrages, ainsi que des reportages pour la Télévision Suisse Romande. Dès 1986[réf. souhaitée], il collabore avec le Festival de Locarno comme rédacteur, éditeur du magazine Pardo News dès 1990[réf. souhaitée], puis du catalogue[réf. souhaitée]. Il devient chef du service de presse, membre du comité de programmation[réf. souhaitée].  
De 1988 jusqu’en 1992, Frédéric Maire donne des cours de cinéma et de télévision à l'École cantonale d'art de Lausanne. En 1991, il cofonde le réseau cinéphile neuchâtelois Passion Cinéma, puis en 1992 cofonde et codirige (avec Francine Pickel, Vincent Adatte et Yves Nussbaum) le ciné-club pour enfants La Lanterne Magique à Neuchâtel. Il  est plus spécialement chargé de la programmation, de la communication, des relations avec l'étranger et des projets spéciaux (multimédia, événements divers en Suisse et à l'étranger, Fête de La Lanterne Magique en 1997, expo.02). 
Il est membre en 2001[réf. souhaitée], puis président de la Commission pour le soutien de la culture cinématographique à l’Office fédéral de la culture[réf. souhaitée]. Frédéric Maire est directeur artistique du Festival de Locarno de 2006 à 2009[réf. souhaitée]. Rédacteur, puis responsable du quotidien du Festival ("Pardo News")[réf. souhaitée] et du Catalogue officiel[réf. souhaitée], il devient chef du service de presse (de 1994 à 1996[réf. souhaitée]), puis membre de la Commission des programmes (de 1997 à 2000)[réf. souhaitée]. De 2001 à 2005, il anime également les rencontres avec le public et les conférences de presse[réf. souhaitée].
À l’occasion des 50 ans de la manifestation, il dirige la publication du livre Festival internazionale del film Locarno, Chronique et Filmographie, 10 ans, 1988-1997 (1998, 240 p., en collaboration avec Patrizia Pesko). 
Le 1er octobre 2009, il reprend la direction de la Cinémathèque suisse. Il annonce en mars 2025 qu'il quittera son poste à la fin septembre de la même année. 

## Autres activités
À partir de 1979, il réalise différents courts et moyen métrages de fiction pour le cinéma et des reportages pour la Télévision Suisse Romande. Il supervise également la production de plusieurs courts métrages d'animation dans le cadre de La Lanterne Magique. 
Il est notamment critique de cinéma pour les journaux helvétiques L'Impartial et L'Express, et correspondant culturel de la Radio Suisse Italienne en Suisse romande (1984-1988). Il est également membre fondateur et membre du comité de rédaction de la revue FILM (puis FILMS – 1999-2003). 
De 1988 à 1992, il enseigne au Département audiovisuel de l'École d’Art de Lausanne (DAVI). 
À partir de 1991, il est cofondateur et coresponsable du cinéclub Passion Cinéma (Neuchâtel). 
De 2000 à 2004, il est membre du comité d’experts de la Fondation Montecinemaverit à (Lugano, Suisse), qui aide au développement et à la production des projets de longs métrages de fiction provenant de pays de l'Est et du Sud du monde. 
De 2001 à 2005, il est membre de la Commission pour le soutien de la culture cinématographique au sein de l'Office fédéral de la Culture (Section du cinéma) et Président de la même commission à partir de 2004.
En mai 2017, il a été élu président de la Fédération internationale des archives du film.